# 장성규 (JIBS)
장성규(1978년 12월 8일 ~ )은 대한민국의 JIBS 아나운서이다.

## 학력
- 가톨릭대학교 경영학과 졸업

## 경력
- 2006년 JIBS 아나운서

## 진행 프로그램
- JIBS 낮 뉴스
- 네트워크 현장! 고향이 보인다
- 제시카